# Бела вода (Негушко)
Бела вода (изписване до 1945 година: Бѣла вода, на гръцки: Μπέλλα-Βόδα, Βελαβόδα или Ασπρονέρι) е бивше село в Република Гърция, дем Негуш, област Централна Македония.

## География
Селото е било разположено северно от град Негуш (Науса).

## История
Според гръцки източници в края на XVIII век в селото се говори „славомакедонски“. Вероятно е унищожено в Негушкото въстание в 1822 година.